# Серебряный век (античность)

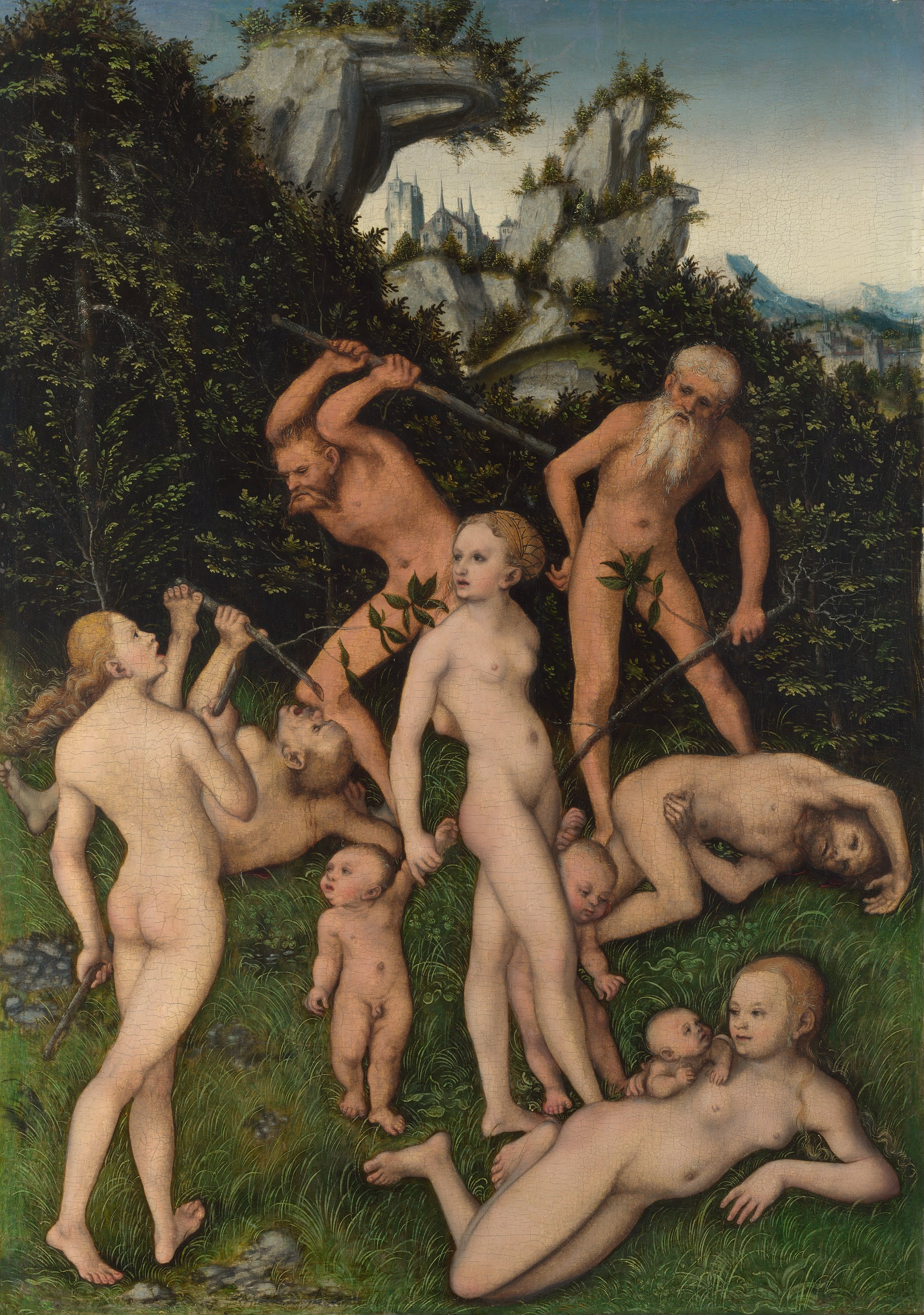
Завершение Серебряного века Лукаса Кранаха Старшего, ок. 1527-35

Серебряный век - мифологическое понятия периода в истории, который наступает после Золотого века. Название происходит из того обстоятельства, что серебро во многих культурах ценится чуть менее, чем золото.

## Греческий миф
Первоначальный серебряный век (Αργυρόν Γένος) был вторым из пяти «веков человечества», описанных древним поэтом Гесиодом в его поэме «Труды и дни». Серебряный век наступал после Золотого века и предшествовал Бронзовому веку.
После свержения Кроноса, правившего миром во время Золотого века, его место занял Зевс. Люди Серебряного века в течение ста лет оставались детьми и жили с родителями, не взрослея, а возмужав, жили недолго в силу собственной глупости. Человечество не могло удержаться от борьбы друг с другом, равно как и не почитало должным образом бессмертных. По Гесиоду, из-за этой гордыни Зевс скрыл их под землёю, но в последствии люди стали почитать их как «подземных смертных блаженных».
Римский поэт Овидий в "Метаморфозах" также касается темы мифологических эпох и дополняет описание Серебряного века новыми подробностями. Например, что Юпитер разделил год на четыре сезона, так что люди впервые стали искать убежище в домах и должны были трудиться в поле, чтобы добыть себе пропитание.
Тот факт, что поколение людей Серебряного века уступает в благородстве веку Золотому, объясняется мифом о выпустившей в мир многочисленные напасти и страдания Пандоре - женщине, созданной по приказу Зевса, желавшего отомстить людям за похищение для них Прометеем божественного огня. По одной из версий, Зевс уничтожил этих людей из-за их нечестия во время Огигийского потопа.

## Другие значения
Этот термин применялся к ряду других периодов в связке с соответствующим «Золотым веком», включая:
- Серебряный век латинской литературы
- Серебряный век комиксов, серия комиксов DC 2000 года Серебряный век был назван в честь периода
- Серебряный век русской поэзии
- Трета-юга ведической философии веков.